# Ford V8-51

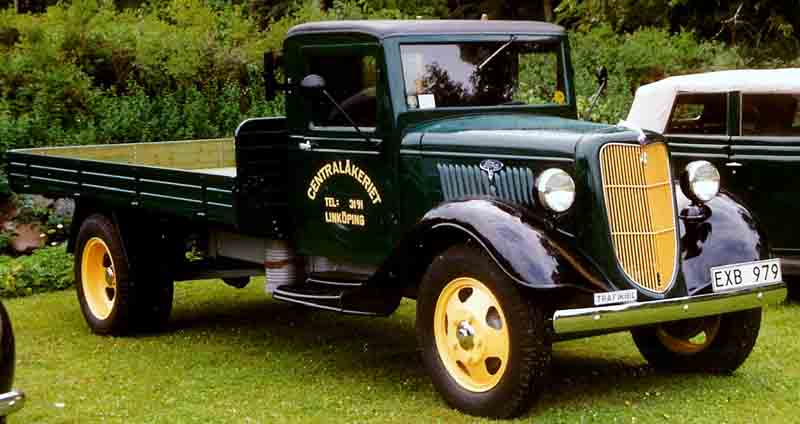
Ford Model 51 (USA 1935)

Le Ford V8-51 était un camion de moyen tonnage avec 3 tonnes de charge utile. C'est le premier camion avec un moteur V8 construit par Ford Allemagne dans l'usine de Cologne (Köln) de 1936 à 1939. Il était basé sur le modèle Ford 51 américain de 1935. La filiale britannique Ford Britain a produit et commercialisé ce modèle (conduite à droite) sous le nom Fordson 61 & 62. 
Fordson était la marque sous laquelle Ford Motor Company a commercialisé tous ses tracteurs agricoles de 1917 à 1920 car un concurrent astucieux avait déjà déposé la marque Ford pour les tracteurs aux États-Unis, et Ford of Britain ses véhicules industriels de 1933 à 1939, renommée Fordson Thames en 1939, devenue Ford Thames en 1957, puis Ford UK Trucks en 1965, avant d'être vendue au groupe italien Fiat SpA qui l'intègre dans sa filiale IVECO en 1986.

## Histoire
Pour remplacer l'ancien petit camion Ford Model BB vieillissant, le Ford V8-51 a été développé aux États-Unis en 1935 sur la base de la voiture Ford V8 de 1932. Le camion était équipé du traditionnel moteur essence Ford V8-48 Flathead, refroidi par eau, d'une cylindrée de 3.621 cm³ développant une puissance maximale de 90 ch avec une consommation moyenne de 26/30 litres aux 100 km et une vitesse de pointe de 83 km/h.
Avec ce nouveau camion, Ford V8-51 de 3 tonnes de charge utile, Ford désormais fait partie de l'élite des constructeurs de camions en Allemagne avec près de 50% de part de marché en 1938 des camions de deux et trois tonnes. Plus de 12.000 exemplaires ont été produits dans l'usine de Cologne en 1938 et 17.000 l'année suivante. Après l'entrée en vigueur du plan Schell (de) de simplification de type imposé par la Wehrmacht en janvier 1940, ce segment a été principalement couvert par l'Opel Blitz.

## Production

### En Allemagne
Le Ford V8-51 a été fabriqué de 1937 à 1939 par l'usine de Cologne-Niehl de Ford Motor Company AG qui sera renommée Ford-Werke AG en 1939. Le camion était commercialisé en version plateau-cabine et fourgon tôlé. Une version militaire avec cabine ouverte était également disponible. Comme pour son prédécesseur Ford BB, le châssis était disponible avec deux empattements, 3,34 m et 3,99 m mais également en version châssis surbaissé pour autobus pouvant accueillir 28 à 34 places.
La différence reconnaissable entre les modèles Ford allemands et les marques étrangères était le pare-brise avant continu et la cabine de conduite modifiée. Le véhicule a été utilisé en grand nombre par le NSKK et la Wehrmacht.
De nombreux véhicules ont été confisqués par la Wehrmacht au début de la guerre. Après la réquisition des usines et leur conversion pour l'effort de guerre, la production a été interrompue pour laisser place au "camion standard de 3,0 tonnes" conçu pour la Wehrmacht, le Ford V 3000.
Les Ford V8-51 civils restants ont été transformés pour une alimentation par gazogène par Ford dans les ateliers spéciaux de "Imbert-Generatoren-Gesellschaft" et chez d'autres fabricants spécialisés.

### Royaume-Uni
Ford Britain a produit la version britannique du Ford V8-51 baptisé Fordson 61 et 62 (E88 & E88W) en tous points similaires au modèle américain.

### France
À partir de 1935, Matford a assemblé dans son usine en Alsace les types V8-51 (1935 & 1936), V8-75 (1937), V8-79 (1937), V8-81 & 82 (1938 & 1939)